# رمون گوسو
رمون گوسو (فرانسوی: Raymond Goussot‎; ۳۱ مارس ۱۹۲۲ – ۱۶ ژوئیهٔ ۲۰۱۵) دوچرخه‌سوار اهل فرانسه بود.